# Nouhak Phoumsavanh
Nouhak Phoumsavanh hay Phoumsavan (phiên âm: Nu-hắc Phum-xa-vẳn, Chủ tịch Lào từ năm 1992 đến năm 1998).
Ông sinh ngày 9 tháng 4 năm 1910 tại tỉnh Mukdahan, Thái Lan trong một gia đình có nguồn gốc Việt Nam. Năm 1945, ông là một trong những người tổ chức và sáng lập phong trào cách mạng Lào. Năm 1955 ông tham gia thành lập Đảng Nhân dân Cách mạng Lào và trở thành nhân vật thứ hai trong ban lãnh đạo của đảng.
Ngày 25 tháng 11 năm 1992, ông được Quốc hội khóa II bầu là Chủ tịch nước Cộng hòa Dân chủ Nhân dân Lào.
Ông được bầu vào Ban Chấp hành trung ương Đảng Nhân dân Cách mạng Lào tại các kỳ Đại hội Đảng toàn quốc lần thứ I, II, III, IV và V vào các năm 1955, 1972, 1982, 1986, 1991; là Ủy viên Bộ Chính trị từ Đại hội Đảng khóa II đến khóa V. Tại Đại hội VI, VII của Đảng Nhân dân Cách mạng Lào, Ông là Cố vấn Ban Chấp hành Trung ương Đảng.
Ông từ trần ngày 9 tháng 9 năm 2008 tại Viêng Chăn, hưởng thọ 98 tuổi.